# Paul Quilès

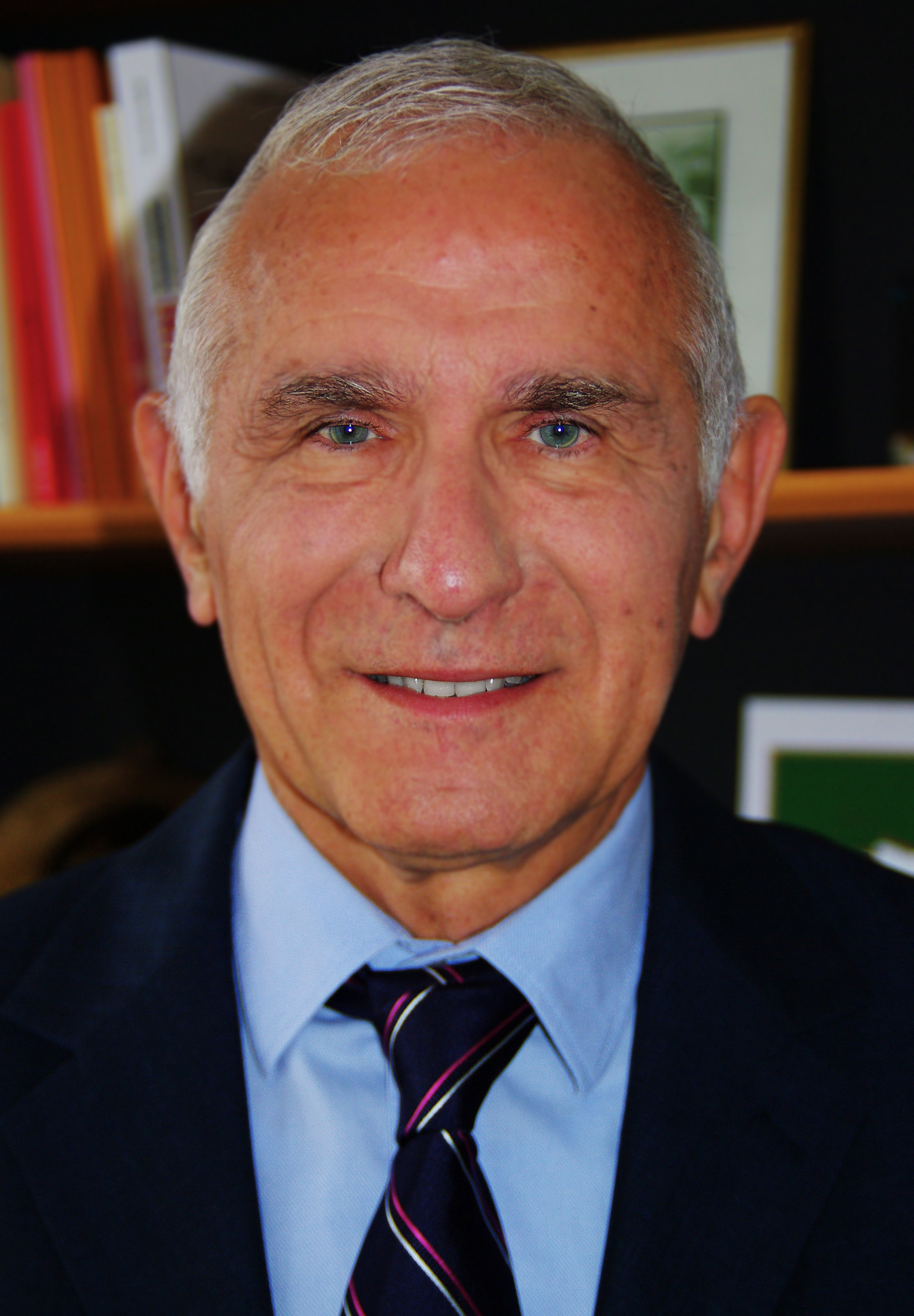
Paul Quilès (2012)

Paul Quilès (* 27. Januar 1942 in Saint-Denis-du-Sig, Algerien; † 24. September 2021 in Paris) war ein französischer Politiker der Parti socialiste.

## Biografie
Er studierte an der Elitehochschule École polytechnique. Nach dem Studium wurde Quilès 1964 Ingenieur.
1983 kandidierte er für das Amt des Bürgermeisters von Paris, verlor jedoch gegen Jacques Chirac. Quiles war von 1985 bis 1986 französischer Verteidigungsminister und von 1992 bis 1993 französischer Innenminister.
Er war Mitglied im European Leadership Network.

## Funktionen

### Bürgermeister, Stadtrat
- 1983: Vorstandsmitglied Paris
- 1995: Bürgermeister von Cordes-sur-Ciel

### Abgeordneter, Parlamentarier
- 1983–93: Mitglied des vierzehnten Bezirks von Paris
- 1986–88: Abgeordneter von Paris
- 1988: Mitglied des neunten Bezirks von Paris

### Regierungsfunktionen
- 1983–85: Minister für Städtebau und Wohnen
- 1985–86: Verteidigungsminister
- 1988–91: Minister für Post und Telekommunikation
- 1991–92: Minister für Ausrüstung, Wohnwesen, Verkehr und Weltraum
- 1992–93: Minister für Inneres und öffentliche Sicherheit
- 1997–2002: Präsident der Kommission für Nationale Verteidigung und Streitkräfte
- 2004–07: Vizepräsident des Ausschusses für auswärtige Angelegenheiten

### Weitere Funktionen
- 1981: Direktor des Präsidentschaftswahlkampfs von François Mitterrand

## Publikationen (Auswahl)
- La politique n'est pas ce que vous croyez (Die Politik ist nicht das, was Sie glauben), 1985
- Zusammen mit Ivan Levai: Les 577 : des députés pour quoi faire ? (Was tun Abgeordnete?), 2001
- Zusammen mit Alexandra Novosseloff, Face aux désordres du monde (Angesichts der Unordnungen auf der Welt), 2005